# Pterocalla angustipennis
Pterocalla angustipennis är en tvåvingeart som beskrevs av Friedrich Georg Hendel 1909. Pterocalla angustipennis ingår i släktet Pterocalla och familjen fläckflugor.
Artens utbredningsområde är Bolivia. Inga underarter finns listade i Catalogue of Life.